# Izsák
Izsák là một thành phố thuộc hạt Bács-Kiskun, Hungary. Thành phố này có diện tích 113,76 km², dân số năm 2010 là 5985 người, mật độ 53 người/km².